# پسرها (فیلم ۲۰۰۳)
«پسرها» (انگلیسی: Boys (2003 film)) فیلمی در ژانر کمدی رمانتیک است که در سال ۲۰۰۳ منتشر شد.